# Nueva Paz
Pour les articles homonymes, voir Paz.
Nueva Paz est une ville et une municipalité de Cuba dans la province de Mayabeque.

## Géographie

### Situation
Nueva Paz est dans l'est de la partie occidentale de l'île de Cuba, dans l'est de la province de Mayabeque, à 77 km sud-est de La Havane et 50 km sud-est de sa capitale de province San José de las Lajas.

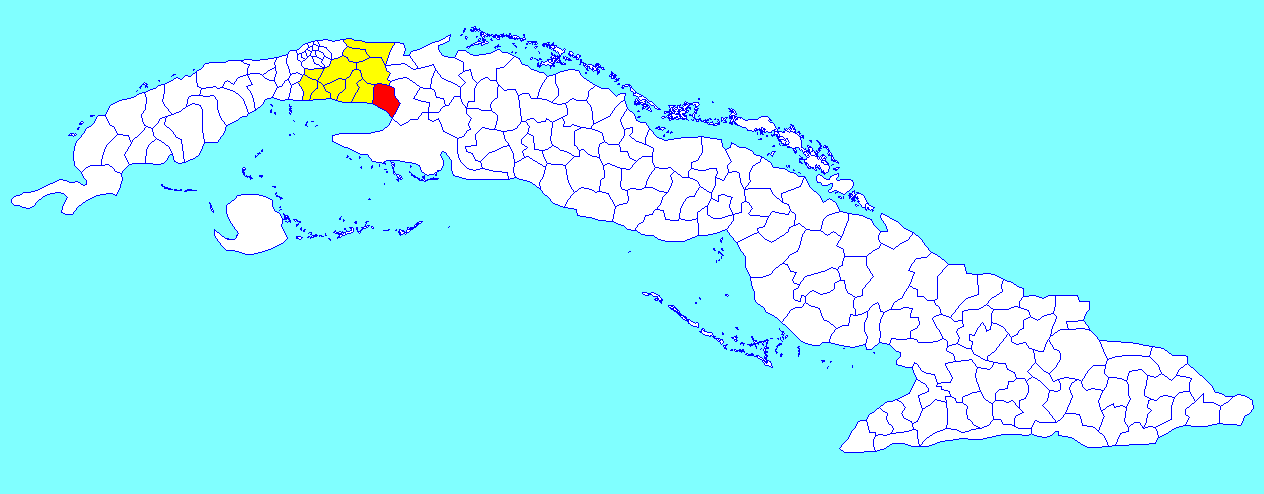
Municipalité de Nueva Paz dans la province de Mayabeque

### Municipalités voisines

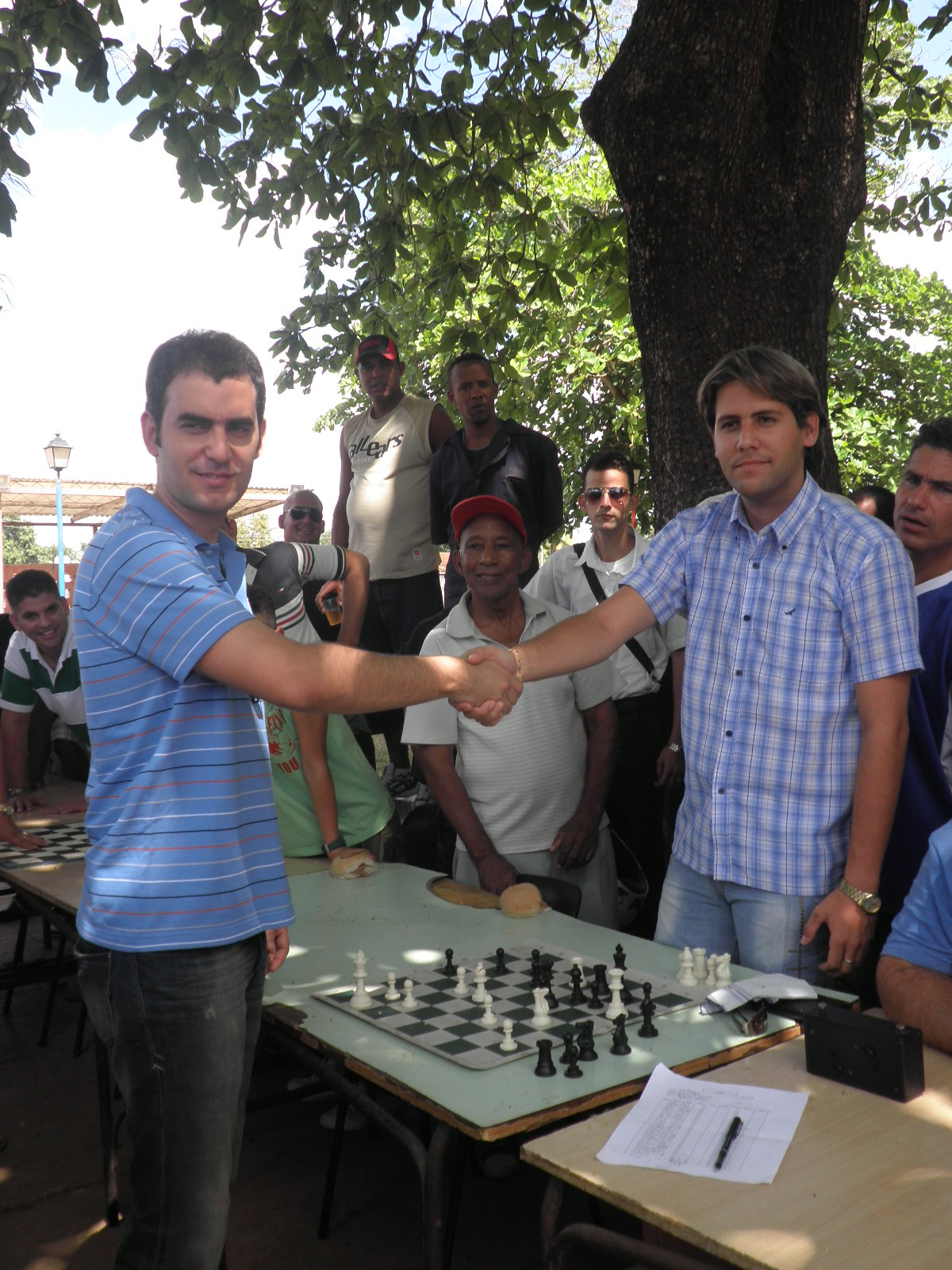
Leinier Domínguez (à gauche) et Pedro Luis García (à droite).

### Divisions administratives
Unión de Reyes a quatre consejos populares :
- Los Palos
- Vegas
- CAI Manuel Isla
- El Sureste

## Population
En 2022 la population de la municipalité est estimée à 23 002 habitants. Pour une surface de 524,8 km2, la densité est de 43,83 habitants/km².